# Sonatine (muziek)
Sonatine is de muziekterm die gebruikt wordt als verkleinwoord van de sonate.
Hoewel sommige muziekwerken de titel 'sonatine' hebben, hetgeen een kleine sonate (dat wil zeggen: kort en/of licht van karakter) aankondigt, zegt deze aanduiding niet altijd wat over de moeilijkheidsgraad, complexiteit of lengte. Sommige componisten gebruiken de titel ook om aan te geven dat er sonate-achtige elementen aanwezig zijn, maar dat de vorm niet strikt de sonatevorm volgt. Doorgaans heeft een sonatine een lichtvoetiger karakter dan een sonate.
Voorbeelden van sonatines
- Darius Milhaud - Sonatine voor hobo en piano
- Maurice Ravel - Sonatine pour piano
- Ludwig van Beethoven - Sonatine nr.5 voor piano
- Muzio Clementi - Sonatines
- Friedrich Kuhlau - Sonatines
- Mieczysław Weinberg - Sonatine voor piano
- Kalevi Aho - Sonatine voor piano